# Vicente Ferrer (político)
Vicente Ferrer Augusto Lima (Lavras da Mangabeira, 19 de julho de 1915 — Fortaleza, 16 de janeiro de 2004) foi um advogado e político brasileiro com atuação política no Ceará, estado que representou no Congresso Nacional.

## Dados biográficos
Filho de Raimundo Augusto Lima e Maria Cira Ferrer Lima. Advogado formado na Universidade Federal do Ceará em 1938, foi escriturário do Instituto de Aposentadorias e Pensões dos Comerciários (IAPC) por dois anos a partir de 1935. Prefeito de Lavras da Mangabeira durante o Estado Novo por nomeação do governador Menezes Pimentel, tornou-se procurador fiscal em 1946.
Eleito deputado estadual via PSD em 1947 e 1950, figurou como suplente nos pleitos seguintes. Conselheiro do Tribunal de Contas dos Municípios do Estado do Ceará por quatro anos, assumiu a presidência da Corte em 1956. Eleito suplente do senador Wilson Gonçalves em 1962, foi chefe da Casa Civil no primeiro governo Virgílio Távora e entre março e junho de 1965 assumiu o mandato no Senado Federal. Eleito deputado federal pela ARENA em 1966, não foi reeleito no pleito seguinte, mas encerrou sua vida pública como chefe da Casa Civil no governo César Cals.
Membro da Associação Cearense de Imprensa, fundador e professor da Escola de Administração do Ceará, trabalhou na iniciativa privada como diretor da Cimento Nassau, empresa do Grupo João Santos.